# Ретикулярні волокна
Ретикулярні волокна — тип волокон  сполучної тканини, утворюються з дуже тонких і тендітних ниток колагену ІІІ типу. Ретикулярні волокна взаємно перехрещуються, утворюючи тонку сітку (ретикулін). Діаметр становить 0,2-1 мкм. Ця сітка слугує допоміжною підтримуючою структурою в м'яких тканинах, таких як печінка, кістковий мозок, тканини і органи лімфатичної системи.
Ретикулярні волокна часто називають аргірофільними (лат. argyros — срібло + phylya — схильний), тому що вони не забарвлюються на препаратах фарбованих гематоксиліном еозином, а при імпрегнації солями срібла набувають чорного забарвлення (колагенові волокна при цьому мають жовто-буре забарвлення). Також ці волокна є PAS-позитивні (фарбуються шифф-йодною кислотою). Аргірофілія і PAS-позитивність обумовлені високим вмістом глікопротеїнів. На відміну від колагенових волокон, що утворені з колагену І типу, ретикулярні волокна утворюються з колагену ІІІ типу, сполученими з іншими типами колагену за допомогою глікопротеїнів і протеогліканів.

## Історія
Термін ввів в 1982 році Зігфрід М.
Ретикулярні волокна раніше вважалися незрілими колагеновими волокнами.

## Клінічне значення
При порушенні утворення ретикулярних волокон розвивається синдром Елерса-Данлоса, проявляється розривами артерій і кишечника.